# Мановицы
Мановицы — село в Мичуринском районе Тамбовской области России. Входит в состав Заворонежского сельсовета.

## География
Село находится на берегу реки Польной Воронеж, на расстоянии 13 км к юго-востоку от города Мичуринск, административного центра района.

### Часовой пояс
Село Мановицы, как и вся Тамбовская область, находится в часовой зоне МСК (московское время). Смещение применяемого времени относительно UTC составляет +3:00.

## Население
| 1989 | 2002 | 2010 |
| ---- | ---- | ---- |
| 243  | ↘229 | ↘215 |

### Национальный состав
Согласно результатам переписи 2002 года, в национальной структуре населения русские составляли 95 % из 229 чел.

## Известные уроженцы
- Сабетов, Константин Ильич (1921—1986) — советский партийный и политический деятель.